# Vyznačování v textu
Vyznačování v textu je souborné označení pro různé způsoby, jak zvýraznit nebo odlišit část text. Různé způsoby se uplatňují v typografiii, rukopisu, při psaní na stroji, v textovém procesoru nebo při použití počítačového značkovacího jazyka.
- Změna řezu písma:
  - Kurziva. Kurzivní vyznačování je nejběžnější, nejméně rušivé.
  - Polotučný nebo tučný řez písma. Velmi výrazné vyznačení, používá se zejména v učebních textech apod.

- Změna velikosti písma. Vyznačování zejména pro akcidenční užití.
- Změna barvy písma. Rovněž spíše pro akcidenční užití.

- Kapitálky. Považuje se za slavnostnější vyznačování, používá se zejména pro zvýrazňování jmen.
- Verzálky. Používá se spíš v akcidenční sazbě.

- Prostrkání. Přežitek z dob psacích strojů, dnes se nedoporučuje s výjimkou textů, kde je třeba velkého množství vyznačování (slovníky apod.).
- Podtržení. Také přežitek ze starších dob, dnes se nedoporučuje, jelikož zasahuje do písmen, která sahají pod linku. Navíc je tento typ používán pro URL odkazy.

- Zvýraznění „zvýrazňovačem“. Pro akcidenční užití.
- Jiný typ (patkové vs. bezpatkové), případně jiný řez (obyčejný vs. lehký) písma. Používáme zejména v případech, kdy jsme vyčerpali jiné druhy vyznačování (slovníky apod.).

Kombinování vyznačování je spíše kontraproduktivní, neboť tak ztrácí svoji vyznačovací schopnost.